# Friedrich Kraus (Maler)

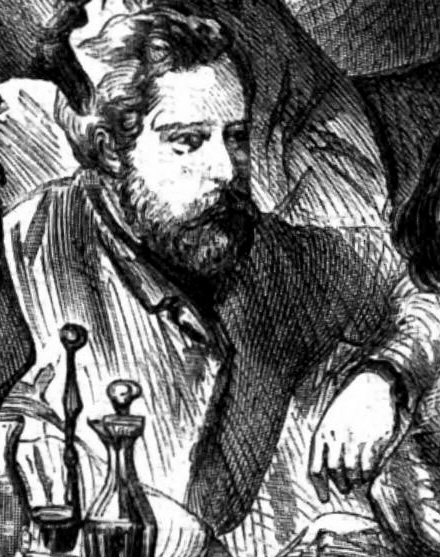
Friedrich Kraus, 1865. Grafik von Ludwig Löffler.

Friedrich Kraus (* 27. Mai 1826 auf dem Gut Adlig Deutsch Crottingen bei Memel; † 28. September 1894 in Berlin) war ein deutscher Genremaler.

## Leben und Werk
Kraus besuchte das Gymnasium zu Königsberg und begann im Alter von etwa 19 Jahren ein Kunststudium bei Ludwig Rosenfelder der Königliche Albertus-Universität zu Königsberg. In den Jahren 1852 bis 1854 hielt er sich in Paris auf, um seine Studien im Atelier von Thomas Couture fortzuführen. Anschließend war er bis 1855 in Rom und kehrte nach Berlin zurück, wo er bis zu seinem Tod lebte. Er schilderte mit Vorliebe das zeitgenössische Leben der höheren Stände, namentlich das der Damen und hat auch vornehm aufgefasste Porträts gemalt (Graf und Gräfin Lehndorff). Seine Bilder sind einfühlsam und liebenswürdig empfunden und, dem Gegenstand entsprechend, bald breiter und kräftiger, bald mit eleganter Sauberkeit durchgeführt. Er und wurde 1885 zum Mitglied der Akademie der Künste erwählt. Viele seiner Bilder gelangten nach Amerika. 1886 errang er eine kleine goldene Medaille. Er malte aber überwiegend Szenen aus dem bäuerlichen Leben oder dem häuslichen Umfeld der einfachen Leute. Dabei verwendete bei seinen Handzeichnungen er Wasser- und Deckfarben, Kreide, Blei- und Kohlestifte, die er auf Papier auftrug oder Ölfarben für Leinwände.

## Werke (Auswahl)
- Die Beleuchtung des kronprinzlichen Palais 1858 (Museum Danzig)
- Kinder mit jungen Hunden (Museum Stettin)
- Die neue Robe 1872
- Morgenvisite 1872
- Stadtneuigkeiten
- Besuch des Bürgermeisters Six bei Rembrandt
- Sebastiano del Piombo beiTizian
- Die Wochenstube
- Im Boudoir
- Die erwachende Bacchantin
- Bauern auf dem Weg in die Kirche[3]

Friedrich Kraus starb 1894 im Alter von 68 Jahren in Berlin und wurde auf dem Alten St.-Matthäus-Kirchhof in Schöneberg beigesetzt. Das Grab ist nicht erhalten geblieben.